# Mount Duemler
Mount Duemler ist ein 2225 m hoher Berg nahe der Wilkins-Küste des Palmerlands auf der Antarktischen Halbinsel. Er ragt 18 km westlich des Mount Bailey südwestlich des Kopfendes des Anthony-Gletschers auf.
Teilnehmer der British Graham Land Expedition (1934–1937) unter der Leitung des australischen Polarforschers John Rymill kartierten ihn zwischen 1936 und 1937. Luftaufnahmen entstanden 1940 bei der United States Antarctic Service Expedition (1939–1941) und 1947 bei der US-amerikanischen Ronne Antarctic Research Expedition (1947–1948). Teilnehmer letzterer Expedition kartierten ihn 1947 gemeinsam mit dem Falkland Islands Dependencies Survey. Expeditionsleiter Finn Ronne benannte den Berg nach dem US-amerikanischen Unternehmer Robert F. Duemler (1909–1985), ab 1945 Präsident der Delaware, Lackawanna and Western Coal Company, welche der Forschungsreise Kohle zur Verfügung stellte.